# Ferme de la Tremblaye
La ferme de la Tremblaye est située dans la commune de La Boissière-École dans les Yvelines.

## Descriptif
Elle est composée d'une demeure et de deux granges.

## Histoire
Les premiers bâtiments furent construits au Moyen Âge. En 1492, la ferme est la propriété de Jean et Guillaume de Gaillon. En 1707, Louis XIV achète les droits seigneuriaux de la ferme puis Louis XV achète la ferme, elle devient ainsi une ferme royale en 1736.
Avant la révolution, Thomas Pluchet (qui sera ultérieurement le premier maire de Bois d'Arcy), époux de Denise Dailly, en sera fermier laboureur. À la révolution, la ferme de la Tremblaye est vendue, Maurice Didier un bourgeois parisien en est propriétaire en 1809, sa famille en gardera la propriété pendant 122 ans.
Elle est incendiée en 1880 et en 1942, reconstruite elle abritera une exploitation agricole jusqu'en 1974. En 1984 la commune de Bois-d'Arcy, achète les bâtiments, les restaure puis les transforme en bibliothèque.